# One (Румунський гурт)
One — музичний гурт (дует), заснований у Бухаресті 2013 року. Колектив складається з учасників гурту «Lalaband» Крістіни Чобанашу та Влада Германа (більш відомих як Criss & Vlad).
Вперше учасники гурту — Кріс та Влад заявили про себе після створення гурту Lalaband 2011 року, співпрацюючи з яким було видано 5 альбомів та відзнято перші відеокліпи.
Пізніше, 2012 року Крістіна та Влад почали виконувати кавер-версії англійських пісень у складі дуету Criss & Vlad, а також під цим іменем було видано декілька синглів, таких як: «Crezi in tine», «Ploaia mea», «Cine esti?».
Напочатку 2013 року дует Criss & Vlad було перейменовано у «One», самі музиканти пояснили зміну назви тим, що вони є «спорідненими душами», що однаково цінують музику та кохають одне одного, і є одним цілим.

## Дискографія

### Альбоми
Lala Band
| Рік  | Назва                                 | Лейбл          |
| ---- | ------------------------------------- | -------------- |
| 2011 | Lala Xmas Songs                       | MediaPro Music |
| 2012 | Lala Love Songs                       | MediaPro Music |
| 2012 | Lala Summer Love și Lala Love Stories | MediaPro Music |
| 2012 | Lala Dance și Lala Love Stories 2     | MediaPro Music |
| 2013 | Lala Love Forever                     | MediaPro Music |

ONE
- Aprinde un Vis (2013)

### Сингли
Criss & Vlad
- «Cine esti?» (2012)
- «Crezi in tine» (2013)
- «Ploaia mea» (2013)

ONE
- «Un nou Început» (2013)
- «Till The End of Time» (2013)
- «Run for Love» (2014)
- «Superstare» (2014)
- «Hey, tu!» (2014)

### Відеокліпи
- «Stage of Joy» (2011)
- «La la love song» (2011)
- «Dance Dance Dance» (2012)
- «Cine esti?» (2012)
- «Crezi in tine» (2013)
- «Ploaia mea» (2013)
- Un nou Început (2013)
- «One Wish» (2013)
- Till The End of Time (2013)
- Run for Love (2014)
- Superstare (2014)
- Hey, tu! (2014)

## Учасники гурту
- Крістіна Чобанашу (* 24 вересня 1996) — вокал, клавішні
- Влад Герман (* 16 лютого 1993) — вокал

## Цікаві факти
Обидва учасники також є акторами, що зіграли у румунському телесеріалі «Pariu cu viața» та його новій версії «O noua viață» у складі учасників гурту "Lala band". У телесеріалах було представлено як власні пісні, так і кавер-версії виконавців: Holograf, Compact, Taylor Swift, Boney M. та інших.